# Verwaltungsgemeinschaft Scherkondetal
Die Verwaltungsgemeinschaft Scherkondetal lag im thüringischen Landkreis Sömmerda. Sie wurde nach der Scherkonde benannt.

## Gemeinden
- Großbrembach
- Kleinbrembach
- Sprötau
- Vogelsberg

## Geschichte
Die Verwaltungsgemeinschaft wurde am 5. Mai 1992 gegründet. Die Auflösung erfolgte am 31. Dezember 1996. Mit Wirkung zum 1. Januar 1997 wurde sie mit der ebenfalls aufgelösten Verwaltungsgemeinschaft Schloßvippach zur neuen Verwaltungsgemeinschaft An der Marke zusammengeschlossen.